# Orthezia boliviana
Orthezia boliviana är en insektsart som beskrevs av Morrison 1925. Orthezia boliviana ingår i släktet Orthezia och familjen vaxsköldlöss.
Artens utbredningsområde är Bolivia. Inga underarter finns listade i Catalogue of Life.